# NGC 1553
NGC 1553 is een lensvormig sterrenstelsel in het sterrenbeeld Goudvis. Het hemelobject werd op 5 december 1834 ontdekt door de Britse astronoom John Herschel.

## Synoniemen
- PGC 14765
- ESO 157-17
- AM 0415-555
- IRAS04150-5554